# 逃亡者 RUNAWAY
『逃亡者 RUNAWAY』（とうぼうしゃ ランナウェイ）は、2004年7月18日より9月26日まで毎週日曜日21:00 - 21:54に、TBS系列の「日曜劇場」枠で放送されていた日本のテレビドラマ。主演は江口洋介。
1960年代のアメリカのテレビドラマ『逃亡者』を日本向けにリメイクした作品。当初は番組公式サイトで視聴者から「逃亡先」を募集しており、ドラマでは千葉と北海道に逃亡した。

## ストーリー
保護観察官の永井徹生（江口洋介）は、妻・淳子（戸田菜穂）と一人息子・陸の3人で、幸せな生活を送っていた。だがある日、何者かによって自宅で淳子が殺され、陸も刺されて重傷を負ってしまう。
神奈川県警の刑事・尾崎カオル（水野美紀）は凶器となったナイフから永井の指紋が検出されたため、永井を逮捕する。しかし警視庁への護送中、トンネルで爆発事故が発生。その混乱の中、護送車から脱走した永井は、濡れ衣を晴らし、事件の真相を明らかにするために逃亡者となる道を選んだ。
多くの人間の様々な思惑が交錯する中、保護観察関係者・警察関係者・病院関係者と、次々と容疑者が現れては、殺害されていく…。いったい真犯人は誰なのか、永井は逃亡を続けながらも、真実を追い求めてゆく。

## キャスト

### 主要人物
永井徹生
演 - 江口洋介
川崎市在住の保護観察官。平和な家庭を築いていたが、何者かに妻を殺害されてしまい、完璧な証拠を用意されて、殺人者の濡れ衣を着せられてしまう。しかし移送中にトンネル事故が起こった際に脱走し、自ら冤罪を晴らすべく苦難の逃亡生活に入る。正当防衛であるが、殺人を犯してしまった過去があり、その贖罪のために保護観察官となった。
峰島隆司
演 - 阿部寛
警視庁刑事部捜査第一課の主任。犯罪者に対して冷酷な一面があり、永井を執拗に追う。警察学校では二番目の成績を収め、警視庁SATに所属していた。孤高の一匹狼的存在。自分が捕らえた未成年者の逆恨みから引き起こした爆弾事件で妻子を失っており、永井はその未成年者の保護観察官だったという接点があった。
尾崎カオル
演 - 水野美紀
神奈川県警察の所轄署刑事課員。警視庁に移送中、永井の逃亡を許してしまった事から、彼の逮捕に執念を燃やす。しかし、逃亡した永井の行動を見るうちに、永井の冤罪を信じるようになる。警察内部の隠蔽の動きにより、交通課に異動させられるが、休暇をとって単身で事件を追う。
鬼塚咲
演 - 長澤まさみ
徹生が保護観察中の少女。

### 警視庁
国枝真澄
演 - 加藤浩次（極楽とんぼ）
警視庁刑事部管理官。峰島を叱咤し、永井逮捕を厳命する。証拠を捏造して永井を犯人に仕立てあげ、口封じの為に田所を射殺するなど自らの保身の為には手段を選ばない。最終話で永井を追い詰め逮捕するが、尾崎や峰島に真実を暴露され逆に追い詰められ、錯乱から拳銃自殺をする。
八木英徳
演 - 近藤芳正
警視庁捜査一課の刑事で峰島の同僚。当初は永井徹生を犯人として見ていたが、峰島が見つけた新しい証拠を見て協力的な姿勢を取る。
伊川貴子
演 - 原田美枝子
警視庁生活安全課の刑事。正攻法ばかりではなく、危ない橋を渡るのもいとわない。人の気持ちを見抜く能力に長けている。

### 来栖総合病院
永井淳子
演 - 戸田菜穂
徹生の妻。来栖総合病院外科医。病院経営を営んでいる来栖慶介の一人娘。女性ではあるが親の意思を受け継ぎ、医者になった。郡司医師が病院に来て以来父である医院長が変わってしまったこと(製薬会社との癒着やVIP患者ばかりを優先する等)に心を痛めていた。警視総監の娘であるナツミの違法な移植手術で担当患者であった少年を殺されたことで父を告発することを決意するが、発覚を恐れた国枝・郡司に依頼された田所に殺されてしまう。
郡司直巳
演 - 別所哲也
来栖総合病院の医師であり、この事件の中心人物。藤堂ナツミに対する手術ミスを隠蔽するために国枝真澄と結託する。医師であるにもかかわらず製薬会社との癒着や不正な移植手術などに手を染めていた。自身の保身の為なら手段を選ばない腹黒い人物。最終話で国枝との結託が明らかとなり、自棄くそ気味に淳子を生意気なクソ女と毒づいた。
小野寺千秋
演 - 片平なぎさ
来栖総合病院の看護師長。
来栖慶介
演 - 原田芳雄
来栖総合病院の医院長であり永井淳子の父親であるが、裏では郡司直己と結託していた。手術ミス隠蔽の際、不正を告発しようとした淳子を亡き者にするため手引きを行ったが、自身も郡司に加担したことが発覚し逮捕される。

### その他
藤堂ナツミ
演 - 黒川智花
警視総監の娘。
永井陸
演 - 鈴木宗太郎
徹生と淳子の一人息子。事件に巻き込まれ来栖総合病院に運ばれる。手術は成功したが何者かにチューブを切られ意識不明の重体になる。
田所豊
演 - 田中要次
元警視庁捜査一課の刑事。爆破事件の際に峰島家におり、峰島の子供を助ける際に爆弾で右腕を失い、犯罪者に成り下がる。右腕の義手は北海道札幌市の原田電子工業の節電制御義手で津留も同じ義手を利用していた事から、彼をダミーとした。最後は永井達に真実を話そうとしたところを国枝に射殺された。
津留正
演 - 遠藤憲一
10年前、当時付き合っていたホステスを痴情のもつれで絞殺。7年服役後仮釈放された。永井の保護観察下におかれたが、再犯のおそれありと刑務所に戻された。永井を逆恨みして3年服役後、半年前に出所した。実は集団リンチに合い、失った右腕を田所と同じ義手にしていたが、田所曰く自分のダミー。
東治郎
演 - 尾美としのり
弁護士。
富お婆さん
演 - 菅井きん
発砲で負傷した永井を助ける。永井が指名手配犯で懸賞金がかけられていることを知り金欲しさに永井を裏切るが、田所に殺されそうになった永井を助け金を渡して逃げるように促す。
少女
演 - 森迫永依
永井が淳子の墓参りで居合わせた女の子。

## スタッフ
- 原作 - ロイ・ハギンズ「The Fugitive」（逃亡者）
- 脚本 - 飯野陽子、渡邉睦月
- 演出 - 平野俊一、山室大輔、三城真一、吉田秋生
- 音楽 - 長谷部徹
- 主題歌 - 松たか子「時の舟」
- 挿入歌 - スキータ・デイヴィス「この世の果てまで（the end of the world）」
- TD - 浅野太郎
- 撮影 - 山口泰博、濱道健一、横田研一、大森隆晴、江浦友樹、長浜誠
- 照明 - 林明仁、野村修司、小尾清幸、橋本穣、鈴木博文、梨本茂
- 映像 - 竹若章
- 音声 - 金澤康雄、植村貴弘、小岩英樹、藤本真人、山田、渡辺学
- 音響効果 - 鳥水哲也、田母神正顕、湊航史
- 選曲 - 御園雅也
- 編集 - 山田宏司
- VTR編集 - 佐藤淳一、鈴木美耶子
- MA - 天谷馬直男
- VFX - 越智忍
- タイトルCG - 松原貴明
- 合成 - 大島忍、佐々木良太
- 3DCG - 星川順一郎
- 美術プロデュース - 大西孝紀、石田道昭
- 美術制作 - 高田圭三、高橋達也
- 装置 - 秋山雷太
- イルミネーション - 井上昇
- 装飾 - 藤田明伸、山田孝太郎、山本直樹
- 操作 - 工藤健太郎、木下真哉
- 建具 - 宇野景治郎
- 生花 - 遠山徹
- 植木装飾 - 宍戸康文、金子利治
- コスチューム - 武居守一、内田貴子、竹内江里奈
- ヘアメイク - 小林博美、小川玲奈、内野晶子
- 持道具 - 若園聡子
- 医療美術 - 井口浩
- 特効 - 鳴海聡
- スタントコーディネーター - 田渕景也
- ガンエフェクト - ビル横山
- 空撮 - 酒井隆史
- 車輌 - 原紹一郎、柳生明則、篠山啓太、佐久間修一、磯崎要、小池一義、鳥山康治、稲川一男
- 医療監修 - 堤邦彦
- 警察監修 - 高瀬清
- 番組宣伝 - 戸田界
- スチール - 渡辺富雄、三浦隆穂
- インターネット担当 - 竹内けい、内藤亜希子、河合千晶
- 制作担当 - 千葉耕蔵、咲山翔、鷲頭政充
- 制作主任 - 奥村謙介、大村昌史、島次郎
- 制作進行 - 石井妙子、島田雄司、小泉路可
- 記録 - 大下内恵子、原田靖子、稲葉明子
- 制作デスク - 藤田順子
- 緑山デスク - 坂本明美
- 演出補 - 川嶋龍太郎、池辺安智、中前勇児、戸塚寛人、勝田拓也、道田健吾
- プロデュース補 - 村田淳志、鳥尾美里、高橋智
- プロデューサー - 伊與田英徳
- 企画協力 - 植田博樹、山田康裕
- 協力 - 朝日航洋、緑山スタジオ・シティ、日音、せいさく者
- 制作 - TBSエンタテインメント
- 製作著作 - TBS

## 放送日程
| 話数                                                       | 放送日  | サブタイトル                 | 脚本              | 演出     | 視聴率 |
| ---------------------------------------------------------- | ------- | ---------------------------- | ----------------- | -------- | ------ |
| 第1話                                                      | 7月18日 | 無実の罪                     | 飯野陽子          | 平野俊一 | 16.2%  |
| 第2話                                                      | 7月25日 | 最後の別れ                   | 渡邉睦月          | 山室大輔 | 13.9%  |
| 第3話                                                      | 8月01日 | 謎の男                       | 渡邉睦月          | 三城真一 | 14.6%  |
| 第4話                                                      | 8月08日 | 真犯人の罠                   | 渡邉睦月          | 平野俊一 | 13.5%  |
| 第5話                                                      | 8月15日 | 義手の男〜犯人との対決の時   | 渡邉睦月          | 山室大輔 | 12.2%  |
| 第6話                                                      | 8月22日 | 自首                         | 飯野陽子          | 三城真一 | 12.7%  |
| 第7話                                                      | 8月29日 | 息子の命                     | 渡邉睦月          | 平野俊一 | 12.9%  |
| 第8話                                                      | 9月05日 | 因縁の対決・家族のための戦い | 渡邉睦月          | 吉田秋生 | 13.5%  |
| 第9話                                                      | 9月12日 | 命の取引                     | 渡邉睦月          | 三城真一 | 15.5%  |
| 第10話                                                     | 9月19日 | 犯人の顔                     | 渡邉睦月          | 山室大輔 | 15.3%  |
| 最終話                                                     | 9月26日 | 真犯人は誰                   | 渡邉睦月 飯野陽子 | 平野俊一 | 16.2%  |
| 平均視聴率 14.3%（視聴率は関東地区・ビデオリサーチ社調べ） |         |                              |                   |          |        |

- 初回は21:00 - 22:09の15分拡大放送。
- 第2話はプロ野球 横浜×巨人戦中継延長に伴い、21:30 - 22:24の30分繰り下げ放送[1]。